# Chris Moore
Chris Moore é um produtor estadunidense. Foi indicado ao Oscar 2017 pela realização do filme Manchester by the Sea.

## Prêmios e indicações
- Pendente: Oscar de melhor filme, por Manchester by the Sea.[4]